# Rathenauplatz 6/7 (Weimar)

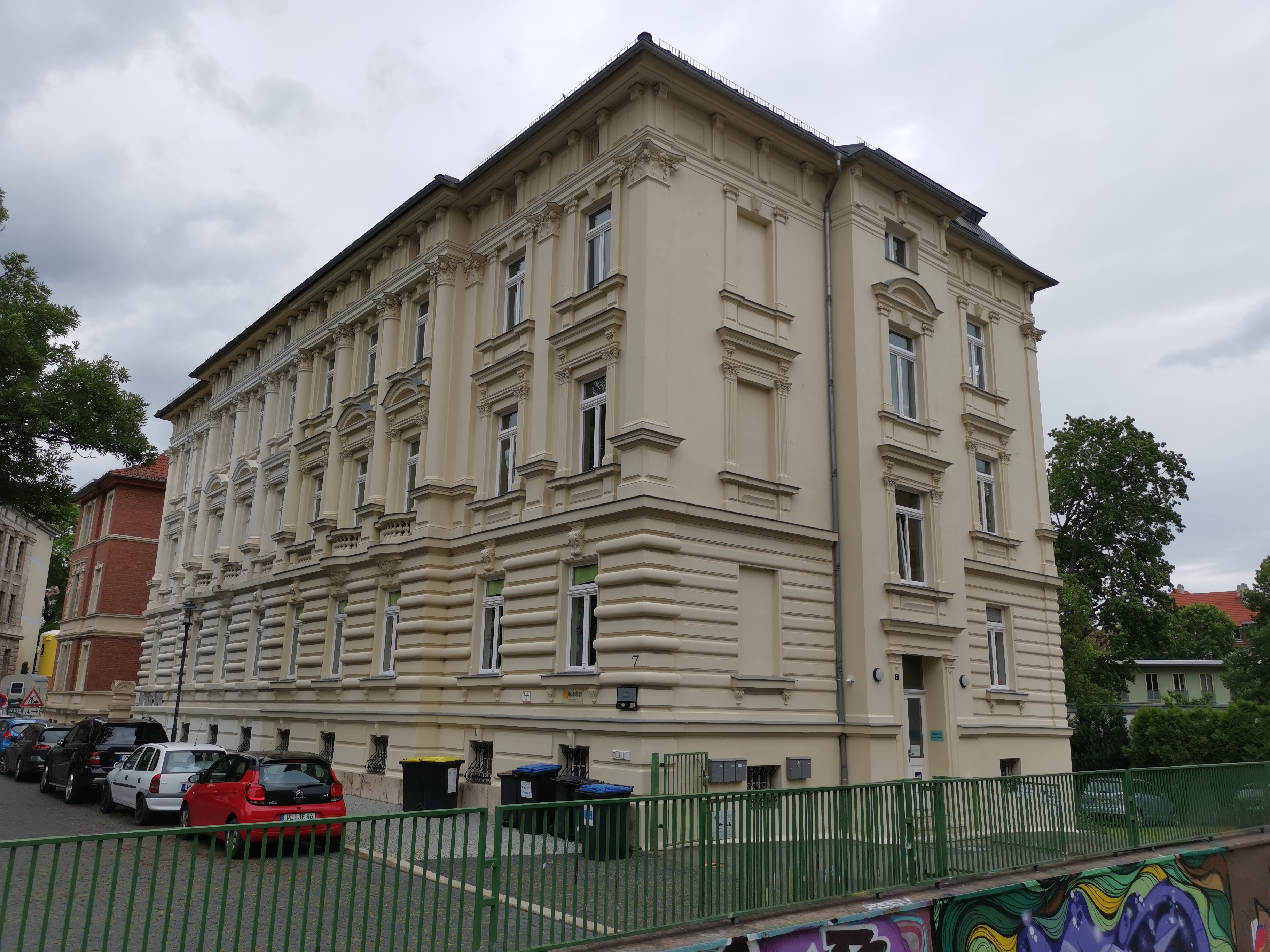
Rathenauplatz 6 Weimar

Das Rathenauplatz 6/7 in Weimar ist ein großes mehrgeschossiges historistisches Wohnhaus mit Büros bzw. Arztpraxen am Rathenauplatz. An diesem Haus beginnt die Brennerstraße. Er bildet zugleich eine markante östliche Begrenzung des Platzes.

## Beschreibung
Das Gebäude wurde errichtet im Stile italienischer Palazzi der Renaissance mit hellen Putzfassaden. Die Eingänge sind an den Giebelseiten. Auf der Webseite des Architekturbüros Friedemann Rentsch ist zu lesen: „Seinen Denkmalwert erhält es vor allem durch eine für Weimar an einem Wohngebäude sehr seltenen Kollosal-Säulenordnung  und die strenge Symmetrie.“ (.friedemannrentsch.de: )
Josef Zítek entwarf das 1869 entstandene Neue Museum Weimar. Seine Entstehung hängt mit dem Ausbau des Bahnhofsviertels zusammen, der maßgeblich von Ernst Heinrich Kohl betrieben wurde. Kohl war es auch, der den Standort des Museums festlegte. Das Haus Rathenauplatz (ehemals Museumsplatz) 6/7 wurde diesem stilistisch angepasst. Das gilt auch für die beiden auf dem Rathenauplatz befindlichen Schulgebäude.
Es war ursprünglich Wohnhaus und beherbergte später ein Mädchenpensionat. Es ist mit der Mathilde-Zimmer-Stiftung verbunden. Es wurde auch Mathildenhaus genannt. Seit den 1950er Jahren waren lange Zeit ausschließlich Einrichtungen des Gesundheitswesens hier untergebracht.
In diesem Gebäude ist die Kontaktadresse für das Kunstfest Weimar.
Das Gebäude steht auf der Liste der Kulturdenkmale in Weimar (Einzeldenkmale).